# 名畑崇
名畑 崇（なばた たかし、1933年（昭和8年）7月6日 - 2020年（令和2年）8月27日）は、日本の歴史学者、大谷大学名誉教授。真宗大谷派養泉寺前住職。真宗大谷派「講師」。専攻は日本仏教史。

## 経歴
岐阜県出身。1956年（昭和31年）大谷大学文学部史学科卒業。1958年（昭和33年）大谷大学大学院文学研究科修士課程仏教文化専攻修了。1961年（昭和36年）大谷大学大学院文学研究科博士課程仏教文化専攻満期退学。
大谷大学助手、専任講師、助教授を経て、1979年（昭和54年）より教授。1992年（平成4年）「『元亨釈書』の研究 」により文学博士取得。1999年（平成11年）定年退職、名誉教授。

## 著書

### 単著
- 『本願寺の歴史』法蔵館、1987年
- 『歴史と信仰』名畑崇先生還暦記念会、1993年
- 『破邪顕正鈔序説』東本願寺出版部、1994年
- 『「尊号真像銘文」敬信記』東本願寺出版部、2005年
- 『シリーズ親鸞〈第1巻〉歴史のなかの親鸞―真実のおしえを問う』筑摩書房、2010年
- 『「教行信証」成立の背景―顕浄土方便化身土文類私考』東本願寺出版部、2011年
- 『歴史のなかの親鸞―真実のおしえを問う (真宗文庫) 』東本願寺出版、2017年

### 共編著
- 『論集奈良仏教 第三巻』共著、雄山閣、1994年
- 『講座 蓮如 第五巻』共著、平凡社、1996年
- 『蓮如大系』共編、法蔵館、1996年
- 『増補・親鸞聖人眞蹟集成』共編、2006年
- 『誰も書かなかった親鸞 : 伝絵の真実』共著、法蔵館、2010年
- 『親鸞展-生涯とゆかりの名宝』共編、朝日新聞社、2011年